# Lophyra
Lophyra is een geslacht van predatoriale kevers uit de familie Carabidae. Ze zijn in staat te vliegen. Er zijn 15 bekende soorten.

## Soorten
- Lophyra abbreviata
- Lophyra brevicollis
- Lophyra cancellata
- Lophyra catena
- Lophyra damara
- Lophyra differens
- Lophyra flexuosa
  - Lophyra flexuosa ssp. flexuosa
  - Lophyra flexuosa ssp. sardea
- Lophyra hilariola
- Lophyra histrio
- Lophyra neglecta
- Lophyra reliqua
- Lophyra senegalensis
- Lophyra striolata